# Entolomataceae
Entolomataceae (František Kotlaba și Zdeněk Pouzar, 1972) din încrengătura Basidiomycota, clasa Agaricomycetes și ordinul Agaricales este o familie mare de ciuperci preponderent necomestibile sau otrăvitoare, chiar și letale (de ex. Entoloma sinuatum), cu global aproximativ 1200 de specii (în Europa mult mai puține), împărțite în 7 genuri și răspândită pe toate continentele (în afară de Antarctida). Ele sunt preponderent saprofite, dar există și soiuri parazite ca de exemplu Entoloma abortivum. Tipul de gen este Entoloma.

## Taxonomie

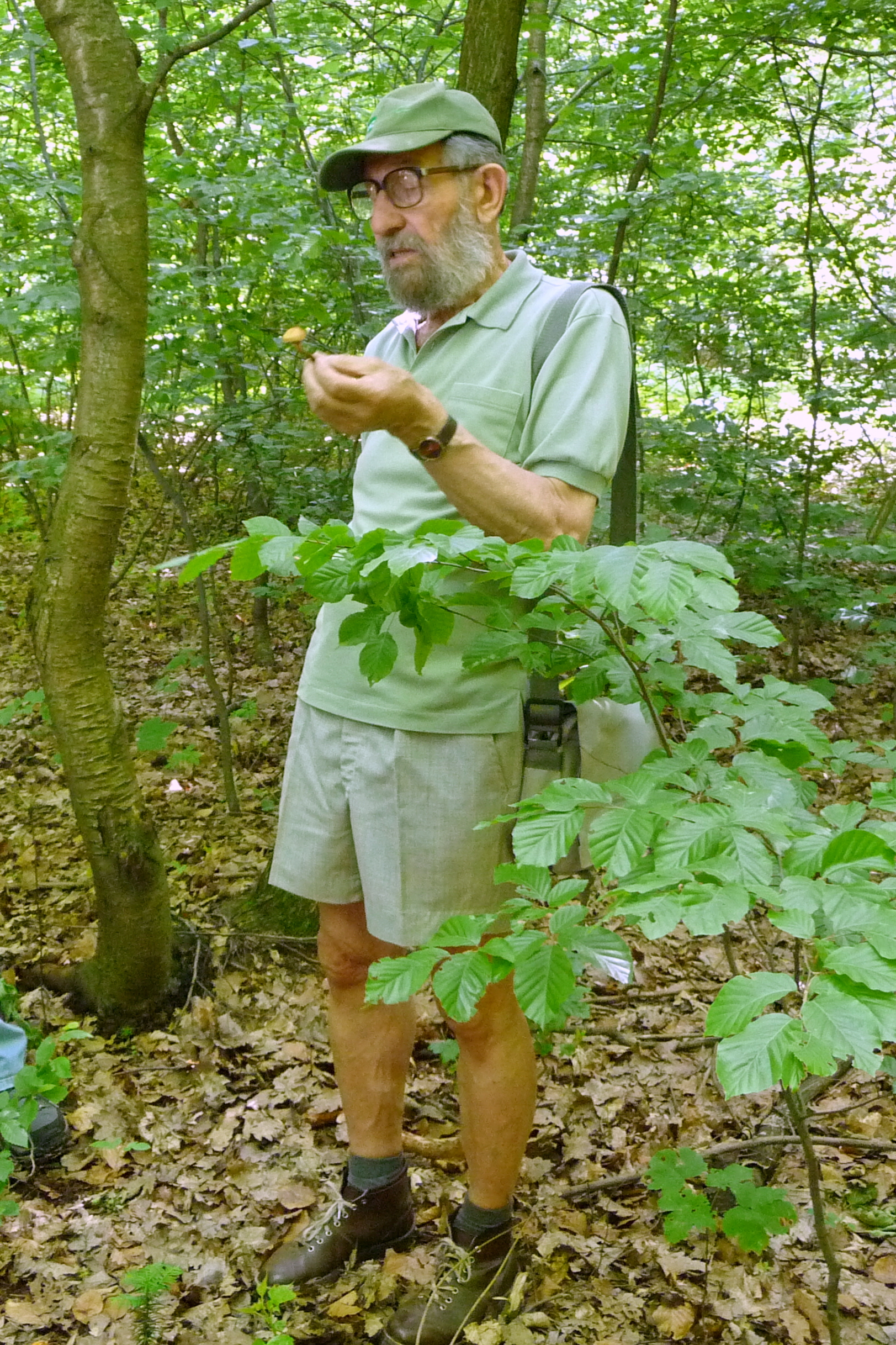
F. Kotlaba

Micologul german Rolf Singer a creat familia Rhodophyllaceae, de verificat în volumul 22 al jurnalului științific Lilloa din 1949, datorită aspectului rozaliu al lamelelor. Acest taxon mai este folosit, adesea ca „Entolomataceae sau și/zise Rhodophyllaceae”.
Dar, numele binomial sancționat este singur Entolomataceae, determinat de micologi cehi František Kotlaba și Zdeněk Pouzar în volumul 26 al jurnalul micologic Česká Mykologie din 1972, fiind numele curent valabil (2021). 
Alte sinonime nu sunt cunoscute.
Numele generic este derivat din cuvintele grecești (greacă ἐντός=interior) și (greacă λῶμα= franjuri, pricinuit marginii răsfrânte spre interior).

## Sistematică

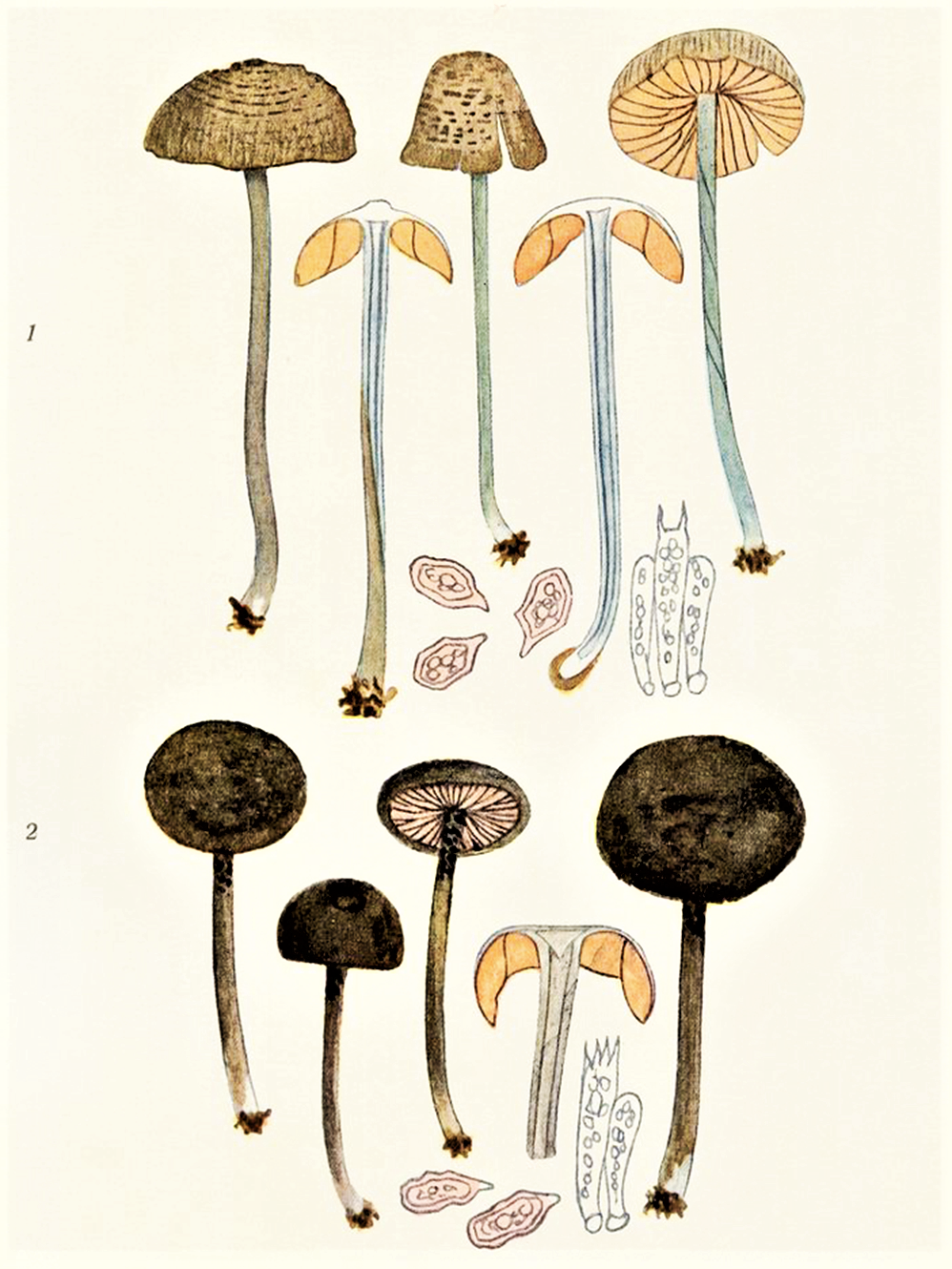
Bres.: Leptonia anatina și Leptonia aethiops

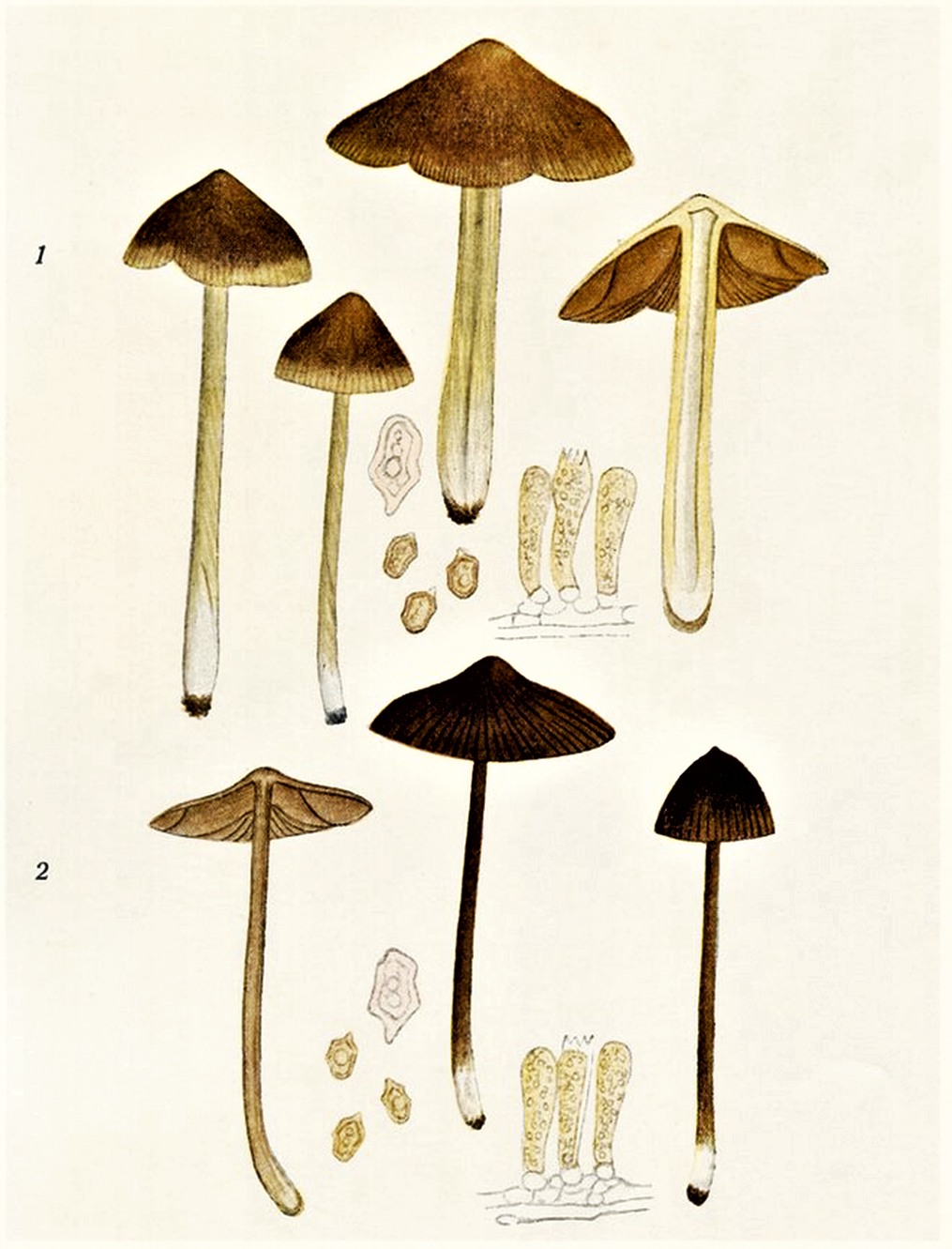
Bres.: Nolanea cetrata și Nolanea clandestina

Filogenia Entolomataceae-lor a fost reconstruită folosind trei loci (Localizarea unei gene pe cromozom) anume RPB2, LSU și mtSSU și, împreună cu morfologia sporilor (folosind SEM și TEM), a fost utilizată pentru a aborda patru probleme sistematice principale: monofilia Entolomataceae-lor, relațiile inter-generice în cadrul Entolomataceae-lor, delimitarea genului Entolomataceae; și evoluția sporilor în Entolomataceae. 
Rezultatele confirmă faptul că familia (Entoloma, Rhodocybe, Clitopilus, Richoniella și Rhodogaster) este monofiletică și că combinația de imprimeuri de spori rozi și spori cu umflături și/sau creste formate de un epicoriu este o sinapomorfie⁠(en)[traduceți] pentru familie. Familia este alcătuită din două clade surori: una cu Clitopilus cuibărită în Rhodocybe și alta cu Richoniella și Rhodogaster cuibărită în Entoloma. Entoloma este cel mai bine păstrat ca un singur gen. Genurile mai mici din cadrul Entoloma s.l. (sensu lato) sunt fie polifiletice, fie că se trag din alte genuri parafiletice. Sporii de tip asemănător Clitopilus sunt derivați din sporii ai Rhodocybe care a fost tipul de spori ancestrali ai familiei, sau ai celor din genul Entoloma. În momentul de față se fac modificări taxonomice și nomenclaturale, inclusiv contopirea genului Rhodocybe cu Clitopilus precum transferul de specii relevante în Clitopilus și Entoloma.
După ce genurile Alboleptonia Largent & R.G.Benedict (1970) (transferat la genul Entoloma), Claudopus Gillet (1876) (transferat la genul Entoloma), Eccilia  (Fr.) P.Kumm. (1871) (transferat la genul Entoloma), Inocephalus (Noordel.) P.D.Orton (1991) (transferat la genul Entoloma), Leptonia (Fr.) P.Kumm. (1871)  (transferat la genul Entoloma, subgen acolo), Nolanea (Fr.) P.Kumm. (1871)  (transferat la genul Entoloma, subgen acolo), Paraeccilia  Largent (1994) (transferat la genul Entoloma), Pouzarella Mazzer (1976) (transferat la genul Entoloma),
Rhodocybe Maire (1925) (în majoritate transferat la genul Clitopilus, dar unele specii au fost mutate la genurile Clitocella, Clitopilopsis, Rhodogaster E.Horak (1964) (transferat la genul Entoloma) și Rhodophana).
Mai departe, taxonul Rhodophyllus, creat de cunoscutul micolog francez Quél. în 1886 și folosit în continuare de influenții micologi francezi Robert Kühner și Henri Romagnesi, fiind de aceea încă folosit în Franța, are doar statutul de sinonim al genului Entoloma.
Întrucât 12 din originar 19 specii au fost transferate preponderent la genul Entoloma, au mai rămas astfel doar 7:
- Clitocella Kluting, T.J.Baroni & Bergemann (2014)  cu 10 specii, 3 din fostul gen Rhodocybe;[20]
- Clitopilopsis Maire (1937) nu a fost acceptat pentru mult timp, speciile fiind clasificate în Clitopilus sau Rhodocybe, până ce analize ADN au dovedit independența soiului; în prezent (2021) cu 12 specii, 3 din fostul gen Rhodocybe;[21]
- Clitopilus  (Fr. ex Rabenh.) P.Kumm. (1871) 	 cu 106 specii, între ele mai multe din fostul gen Rhodocybe[22] precum cunoscutul Clitopilus prunulus (morăriță);
- Entocybe T.J.Baroni, V. Hofstetter & Largent (2011)[23] cu 10 specii;[24]
- Entoloma (Fr.) P.Kumm. (1871) cu aproximativ 1000 specii;
- Rhodocybella T.J.Baroni & R.H.Petersen (1987) cu o specie (R. rhododendri)[25] (nu de confundat cu Rhodocyphella, ce aparține familiei Tricholomataceae)
- Rhodophana  Kühner (1971)  cu 16 specii
- Richoniella Costantin & L.M.Dufour (1916) cu 5 specii

## Morfologie

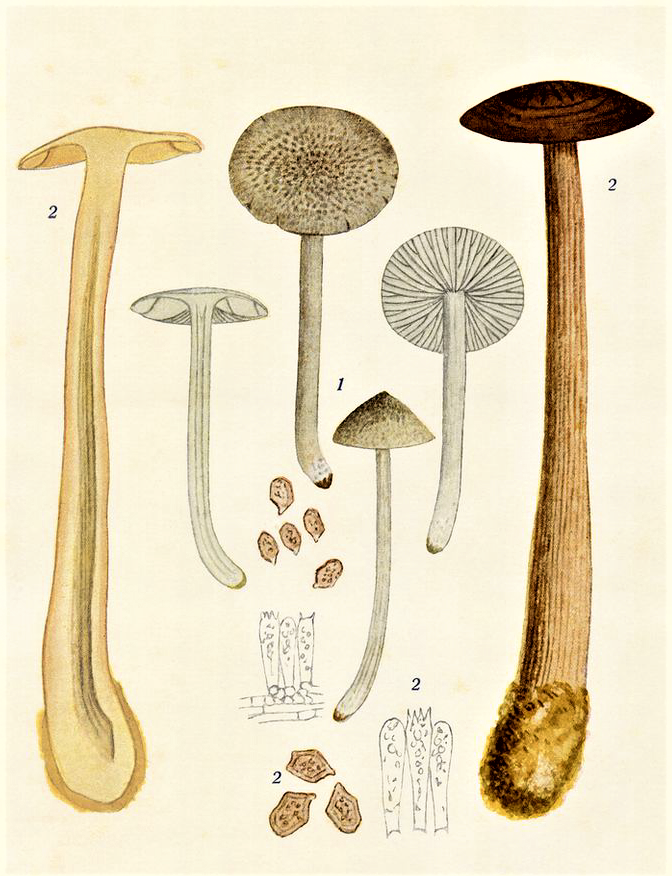
Bres.: E. jubatum și E. rhodophaeum

### Caracteristici macroscopice
Speciile ale genurilor acestei familii sunt foarte variabile în mărime, formă exterioară și colorit, astfel că pot fi ușor confundate între ele, dar, de asemenea, cu soiurile altor familii de fungi.   
Mărimea soiurilor diferă tare, astfel pălăriile pot avea un diametru de doar 3-6 cm ( de ex. subgenurile Leptonia, Nolanea) sau de până la 15 cm (de ex. subgenul Entoloma). Cele mai multe Entolomataceae sunt asemănătoare unei umbrele, cu un pileus circular și margini răsfrânte în jos. Cuticula este adesea netedă (cu excepția câtorva specii mici care sunt canelate cel puțin spre margine), mătăsoasă până catifelată, rar ceva solzoasă, la umezeală unsuroasă, coloritul fiind foarte diferit. Formează lamele intercalate și atașate, deși acest lucru este uneori dificil de verificat. La multe specii, branhiile sunt atașate cu o crestătură adâncă, deci pot arăta ca și cum nu ar atinge tija. Alte specii au lamele care se desprind din picior la maturitate. În ambele cazuri, examinarea atentă a vârfului tijei va dezvălui liniile verticale în care branhiile se atașează la ea. Coloritul inițial albicios până gri-albicios devine cu timpul mereu rozaliu (roz, roz-gălbui, roz murdar până chiar și roșiatic). Nu sunt acoperite niciodată de un văl parțial. De asemenea, piciorul neted diferă în lungime și grosime extrem, fiind preponderent fibros și în tinerețe plin pe dinăuntru și situat central cu puține excepții (de ex. Entoloma excentricum). Nu prezintă nici inel, nici bulb sau/și volvă. Carnea de consistență și culoare diferită are aproape mereu un miros și gust mai mult sau mai puțin plăcut făinos. Uneori poate fi amar, dar nu iute.

### Caracteristici microscopice
Membri ai Entolomataceae-lor au fost clasificați împreună, deoarece toți împărtășesc proprietatea imprimeurilor de spori care sunt roz până la maroniu sau roz-cenușiu, în combinație cu spori care sunt denivelați, cu creste, cu toate unghiulare în polaritate sau din toate punctele de vedere. Ornamentațiile peretelui sporilor sunt unice, fiind formate din îngroșări locale în el, așa numitul epicoriu (Clémençon et al. 2004). Prezența de spori unghiulari și rozalii dar, de asemenea, datorită rezultatelor unui studiu filogenetic molecular în concordanță cu studii recente, bazate atât pe morfologie, cât și pe datele de filogenetică moleculară, a fost considerată atât de unică, încât Entolomataceae, spre deosebire de multe alte familii Agaricales, a fost considerată pe scară largă drept grup natural (Kühner 1980, Singer 1986, Noordeloos 1981, 1992, 2005), fiind monofiletică (Matheny și colaboratori 2006).

## Specii din genurile familiei în imagini (selecție)

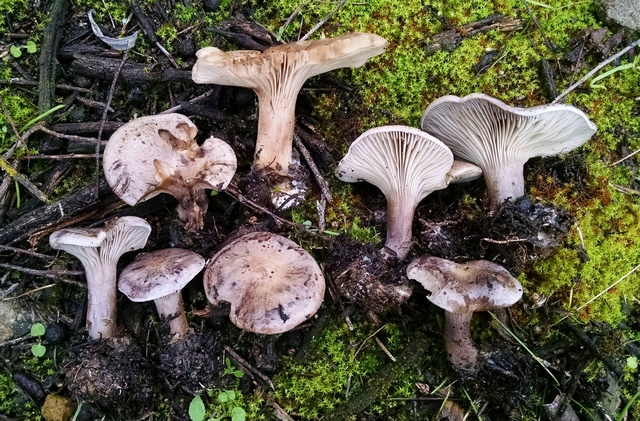
Clitocella popinalis
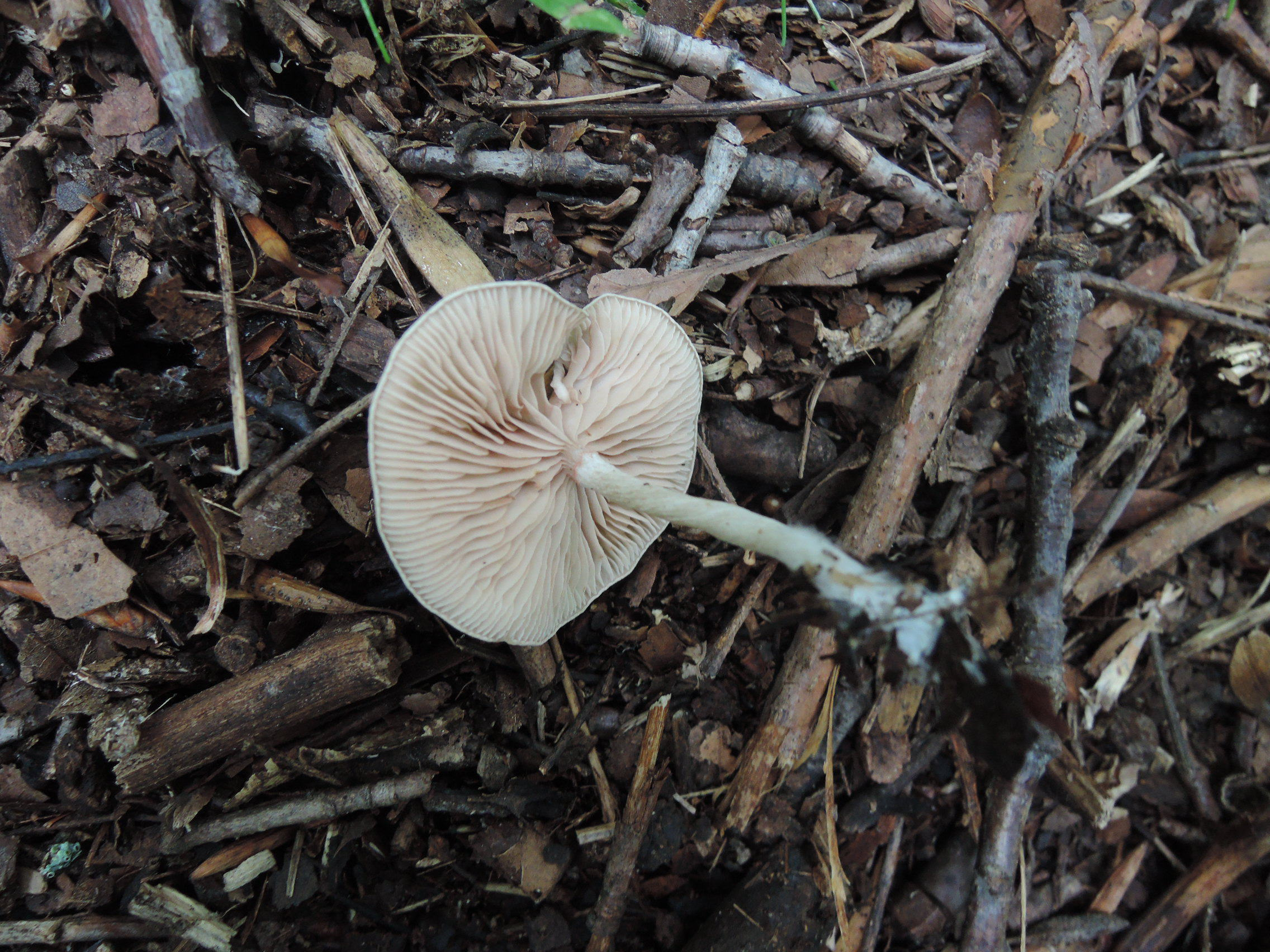
Clitopilopsis hirneola
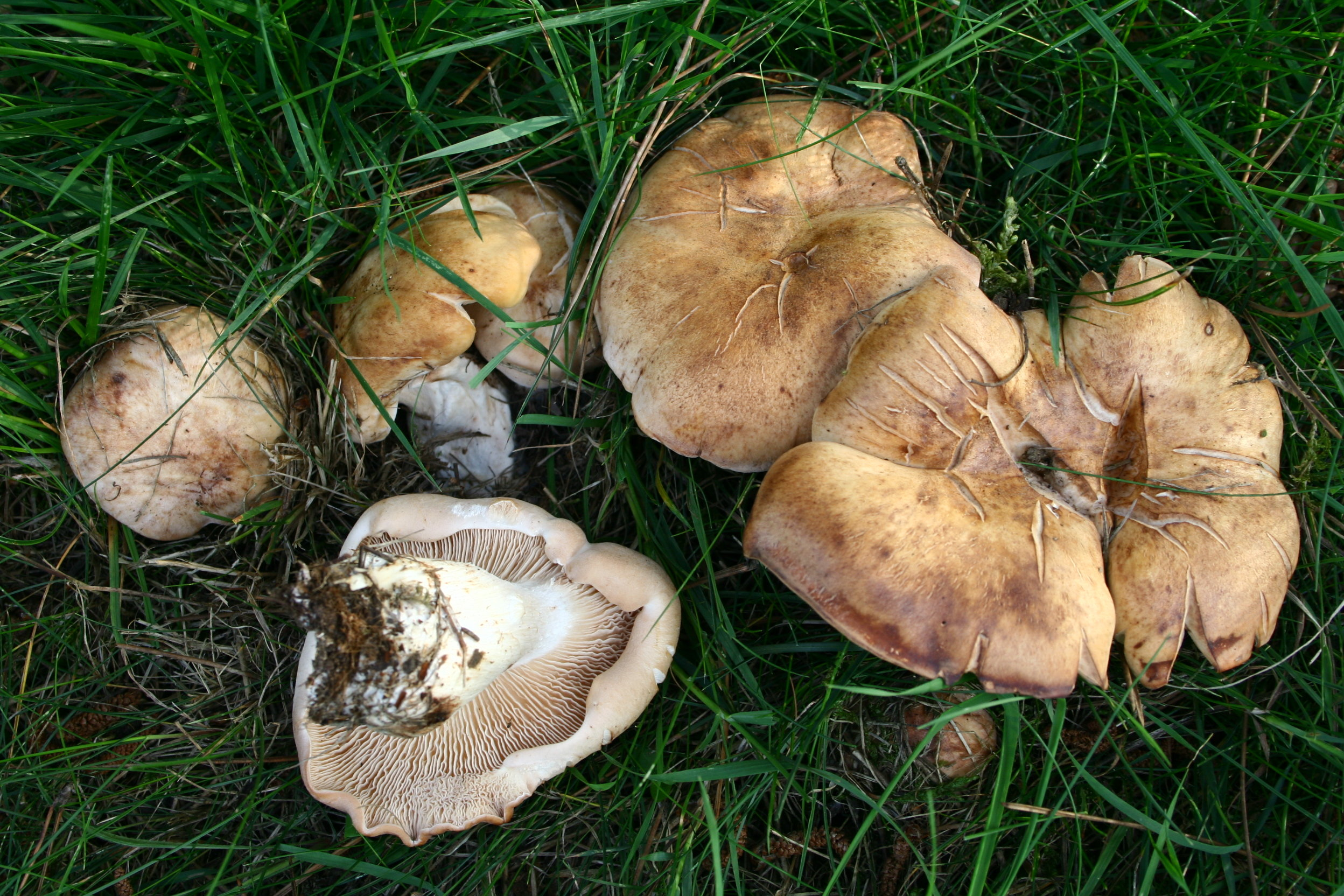
Clitopilus geminus
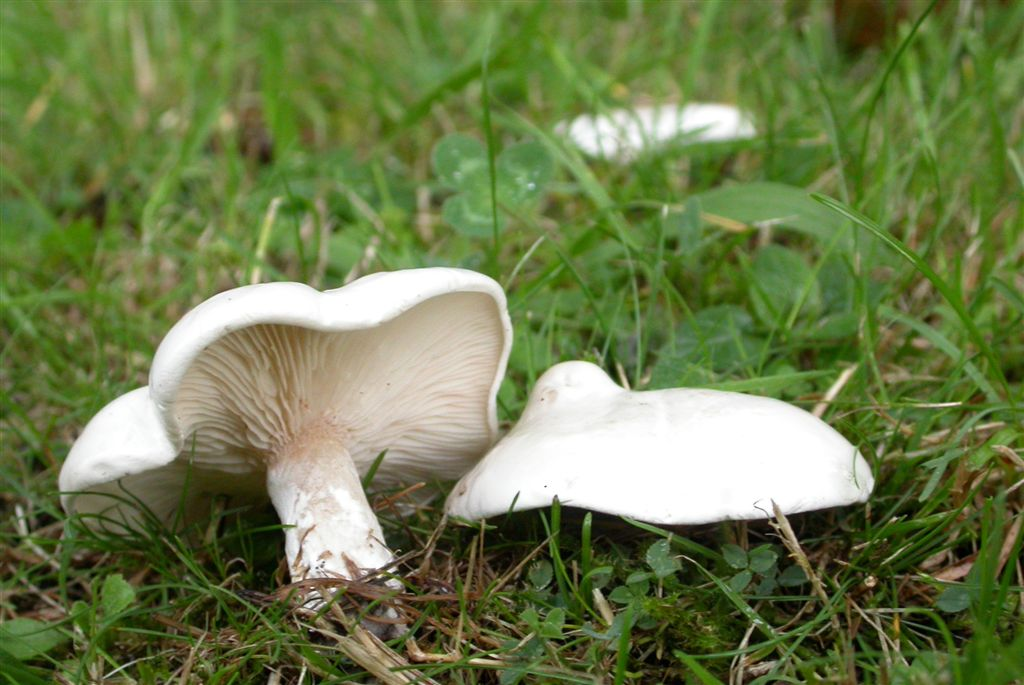
Clitopilus prunulus
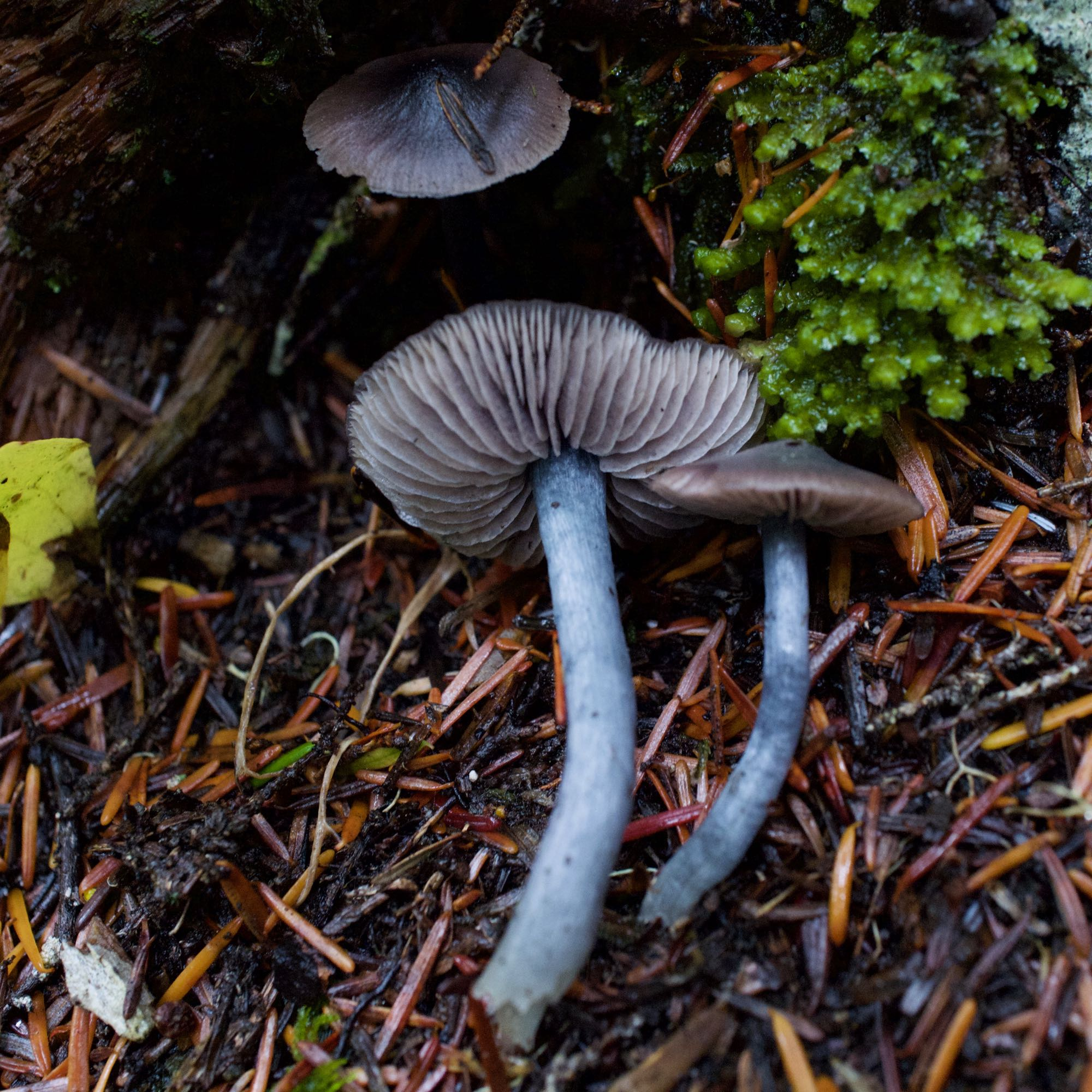
Entocybe trachyospora
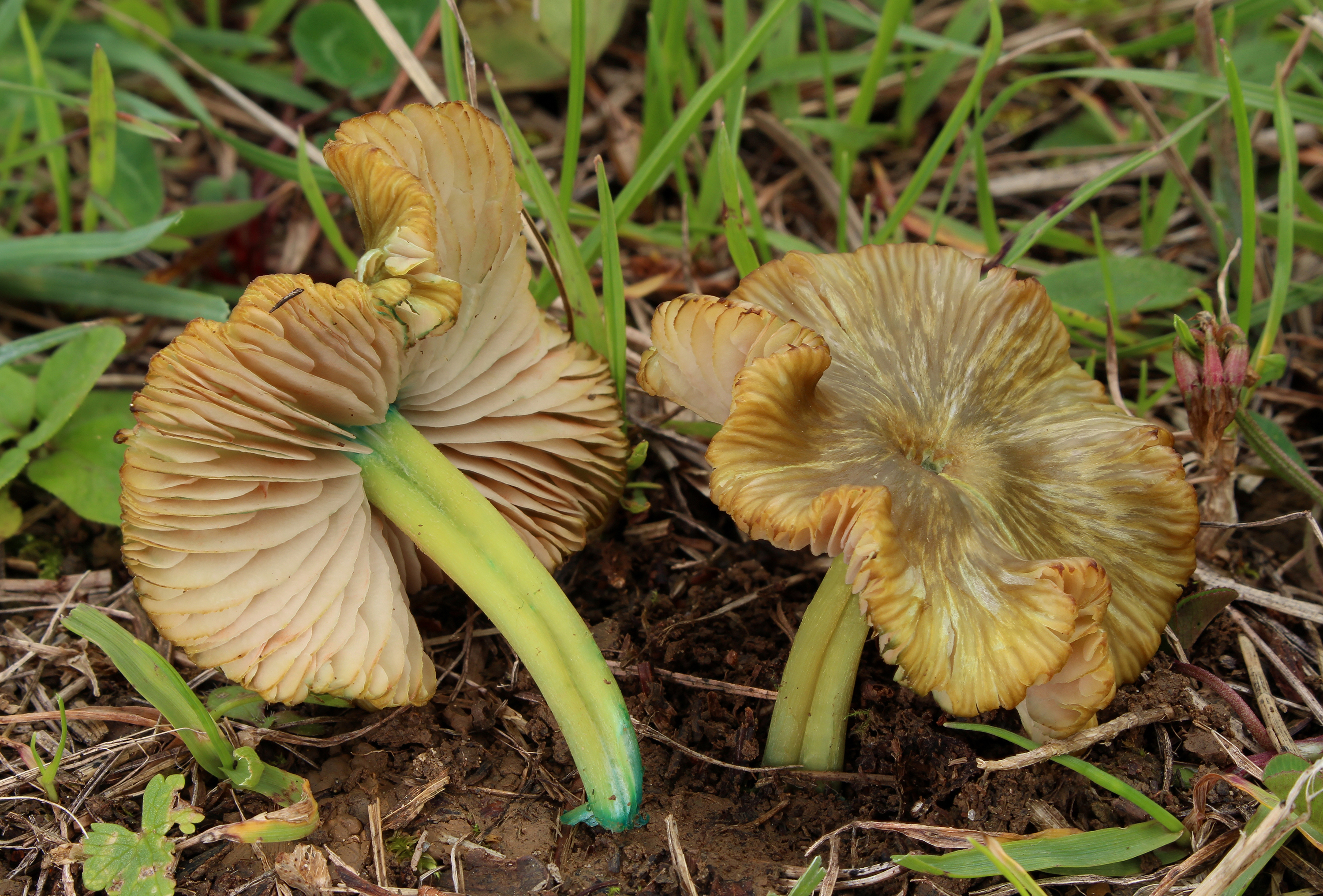
Entoloma incanum
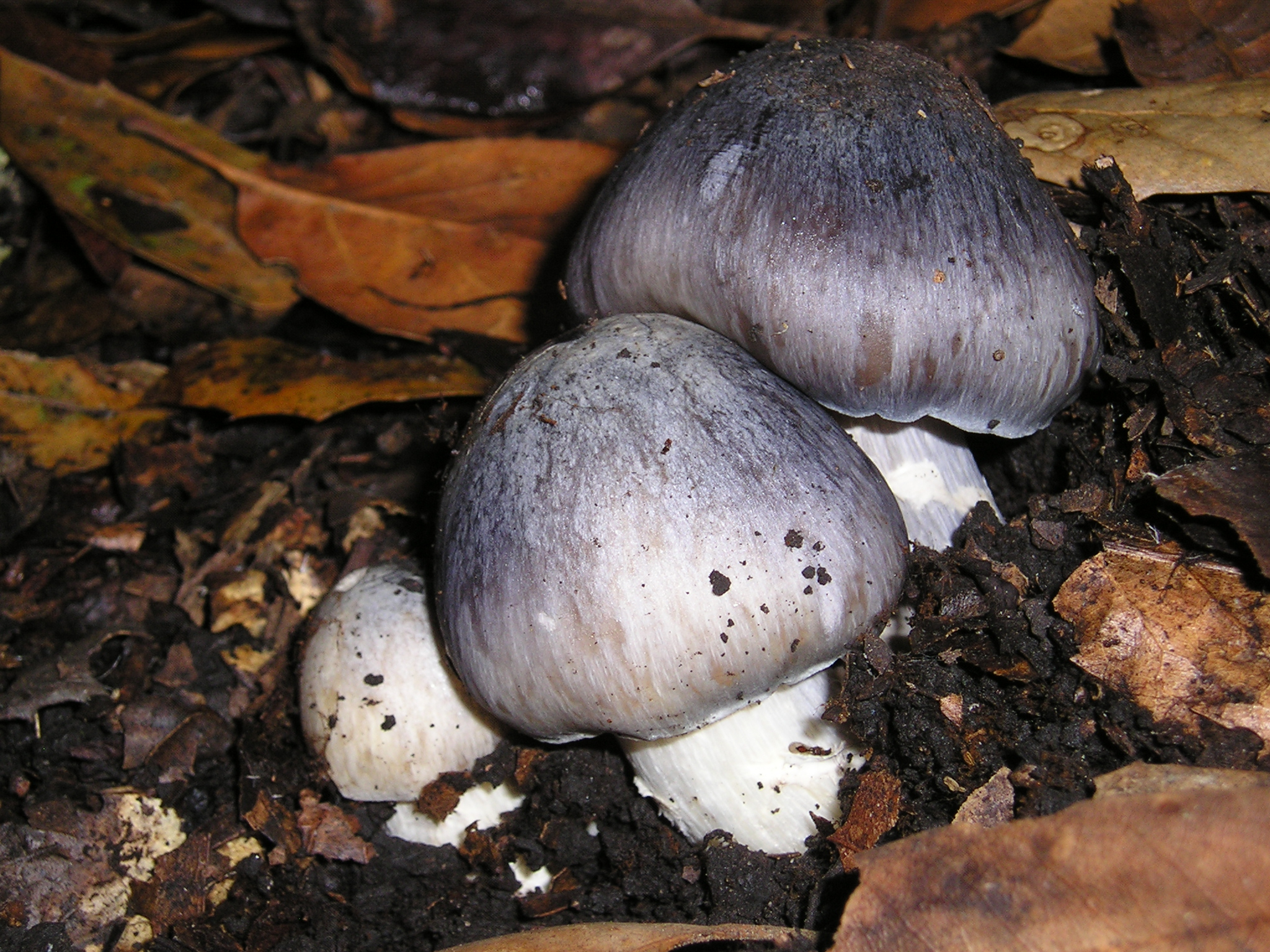
Entoloma bloxamii
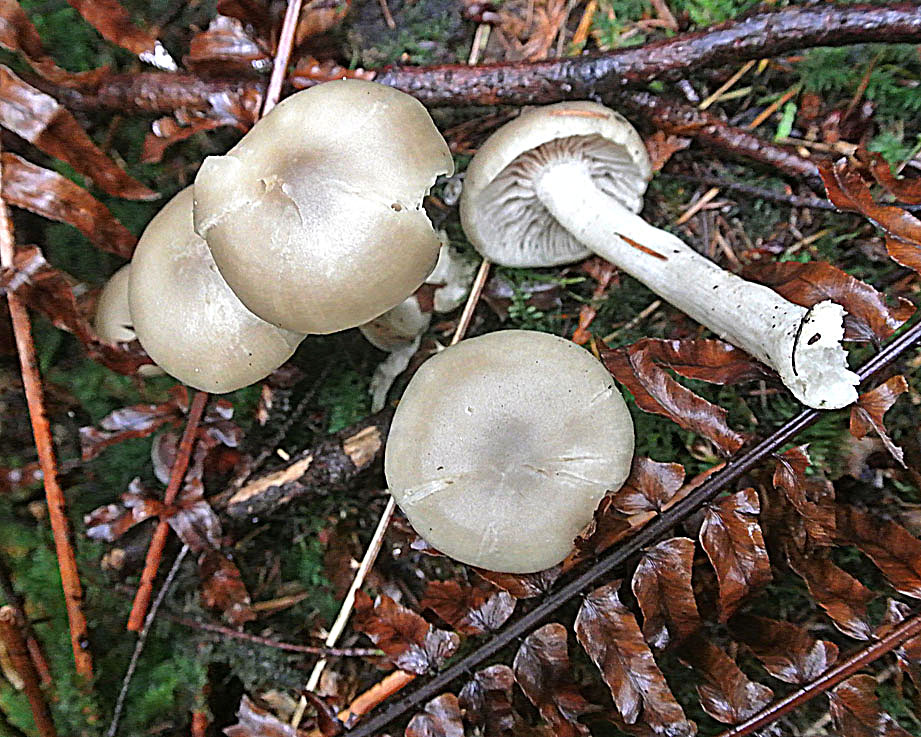
Entoloma sericellum
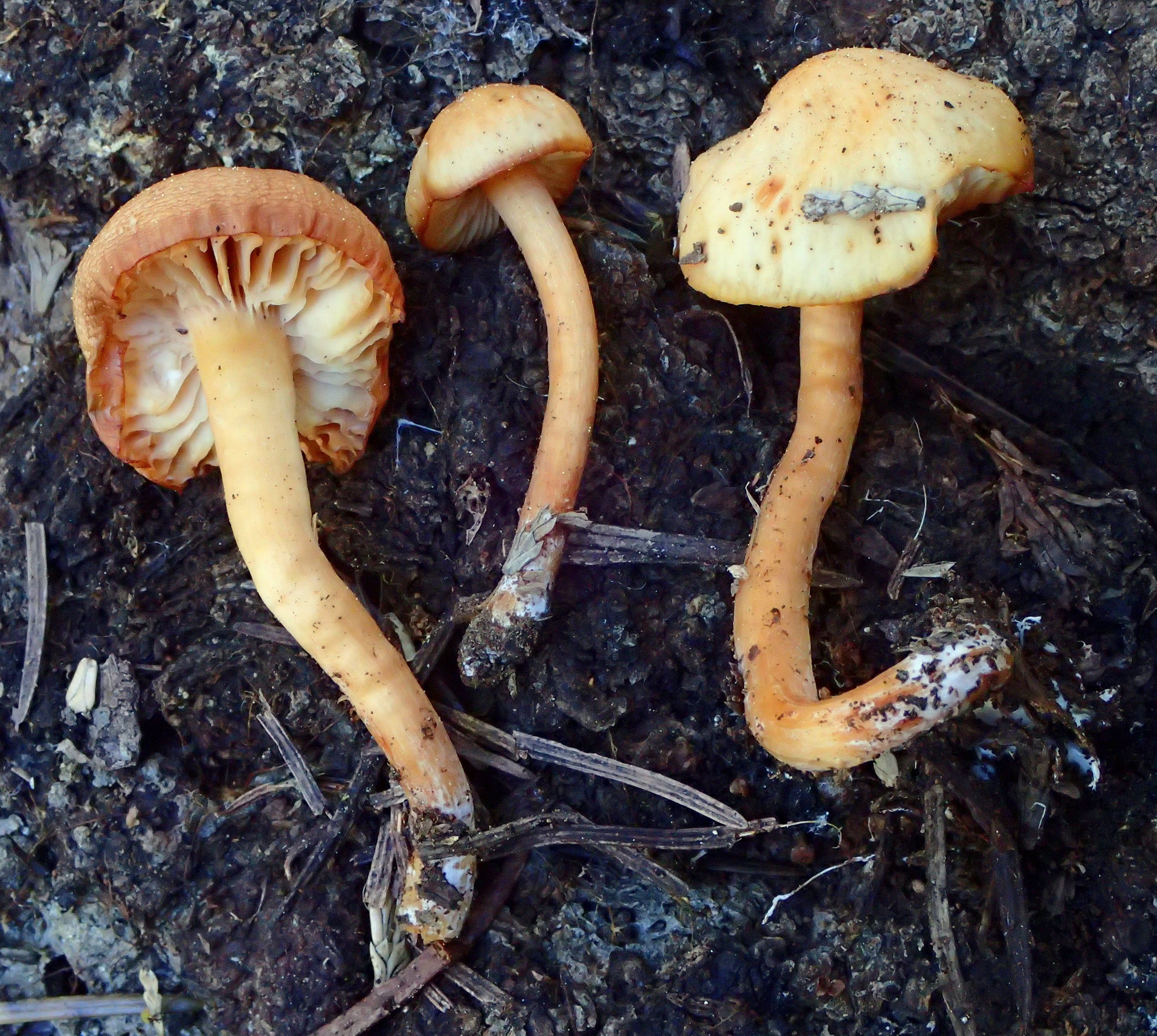
Rhodophana nitellina

## Valorificare
Există doar câteva specii comestibile și cu excepția lui Clitopilus prunulus nu foarte delicate în această familie de bureți, cele mai multe fiind necomestibile sau otrăvitoare. Având în vedere cât de dificilă este identificarea ciupercilor din această familie între ele precum ușurința de a le confunda cu soiuri toxice din alte familii/genuri, este probabil mai înțelept, de a evita în totalitate grupul și l-a rezerva numai cunoscătorilor materiei.  

## Delimitare
Mai multe ciuperci a genurilor altor familii conțin produc spori roz. Cea mai notabilă dintre acestea este genul Pluteus care se poate distinge prin lamele libere și piciorul care se separă ușor de pălărie. Majoritatea aspectelor similare au cel puțin una dintre următoarele caracteristici: lamele libere, un inel pe tijă, un văl parțial asemănător cu pânza de păianjen („cortina”) sau o tijă care se desprinde ușor de picior. Nicio ciupercă din familia Entolomataceae nu are niciuna dintre aceste caracteristici. Cel mai simplu mod de a elimina speciile similare rămase este de a verifica prezența sporilor unghiulari. Numai Entolomataceae au spori unghiulari și toate ciupercile ale familiei Entolomataceae au o versiune a sporilor unghiulari.
În această legătură sunt de menționat pe lângă genul Pluteus între altele Agaricus (specii mai mici), Collybia Cortinarius (specii mai mici), Inocybe și Volvariella.